# Maria Benedicta Chigbolu
Maria Benedicta Chigbolu (ur. 27 lipca 1989) – włoska lekkoatletka, sprinterka.
Złota i srebrna medalistka igrzysk śródziemnomorskich w Mersin (2013). Podczas rozgrywanych w Amsterdamie (2016) mistrzostwach Europy zawodniczka dotarła do półfinału biegu na 400 metrów, a wraz z koleżankami z reprezentacji zdobyła brąz w sztafecie 4 × 400 metrów. Włoska sztafeta z Chigoblu w składzie zajęła w tym samym roku 6. miejsce podczas igrzysk olimpijskich w Rio de Janeiro.
Złota medalistka mistrzostw Włoch. Reprezentowała kraj na drużynowych mistrzostwach Europy.

## Rekordy życiowe
- Bieg na 300 metrów – 37,21 (2018)
- Bieg na 400 metrów – 51,67 (2015)
- Bieg na 400 metrów (hala) – 53,84 (2015)